# 陈卓凡
陈卓凡（1898年—1976年），原名陈万安，广东澄海人，中国民主人士、社会活动家，中国农工民主党中央委员会委员，广东省政协原副秘书长，第二届全国政协委员。